# Allen Gregory
Allen Gregory er en amerikansk animeret tv-serie, der blev sendt i perioden 30. oktober -
18. december 2011 på den amerikanske tv-kanal Fox. Serien var skabet af Jonah Hill, Andrew Mogel og Jarrad Paul.  Serien modtog meget negative anmeldesler, og blev endeligt skrottet den 8. januar 2012.

## Synopsis
Serien følger Allen Gregory De Longpre (Jonah Hill), en prætentiøs syvårig dreng opfostret af sin far, Richard, og hans fars mand. Jeremy Allen har en adopteret søster, Julie. Allen skal begynde i skole pga. effekten af afmatningen af familiens økonomi. Richard presser også Jeremy for at sikre beskæftigelse pga. de økonomiske problemer, selvom, Richard forhindre ar røbe information til Jeremy omkring hvorfor familien har brug for en ekstra indkomst. Allen er begejstret med en ældre skoleleder, Judith Gottlieb, dog meget til hendes modvilje. Hun protestere, men er nødt til at acceptere hans opførsel pga. pres fra skolens tilsynsførende, som er venner med Richard